# Brühwurst

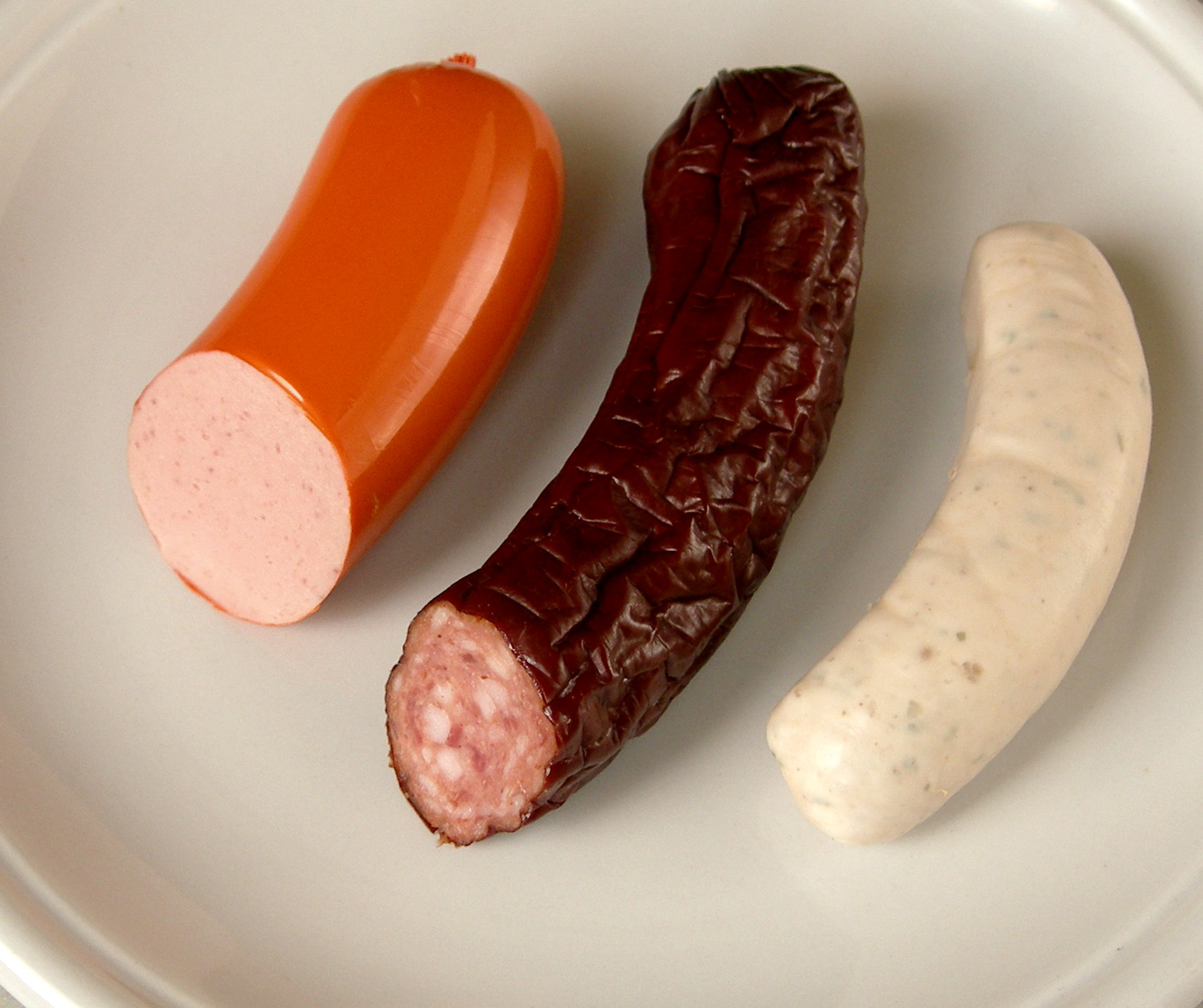
Salchichas de carne ahumadas de (Lyon) de tripa artificial, la ahumada y bien seca Dauerwurst de Austria en tripa artificial, y la Weißwurst con tripa natural.

El Brühwurst (o literalmente salchicha escaldada en alemán) se denomina en la cocina alemana a una gran categoría de salchichas elaboradas mediante cocción en agua escaldada o en horno. Su elaboración es opuesta a la del Bratwurst, ya que en la Brühwurst la carne está cocinada. En esta categoría se puede incluir a las Wiener Würstchen (salchichas de Viena) o las Frankfurter Würstchen (salchichas de Frankfurt), así como la Weißwurst, se denomina así a cualquier salchicha o embutido que tiene condimentos tales como la mortadela (que es de origen italiano), la Bierwurst (salchicha de la cerveza) y la Lyoner, al igual que el Leberkäse. Las Brühwurst tienen un contenido aproximado de 50 % carne, 25 % grasas y un 25 % agua.
En Uruguay es popular y es denominado chorizo alemán.